# UUme
UUmeは中国の千橡互動が運営する動画の共有・閲覧サイトである。設計がYouTubeに非常に類似しておりこれを模倣したと思われる。また「法輪功」、「六四」など特定の単語を検索欄に入力するとアクセスを拒否されるようになっている。かつて存在していた同名のSNSサイト「UUME」とは無関係。